# Bone Daddy (film, 1998)
Pour plus de détails, voir Fiche technique et Distribution.
Bone Daddy est un thriller américano-canadien de Mario Azzopardi, sorti en 1998 avec Rutger Hauer, tourné à Chicago et à Toronto.

## Synopsis
William Palmer, écrivain apprécié de romans policiers, publie un livre sur un dangereux serial killer psychopathe  "Bone Daddy" qui a commis des crimes insoutenables il y a quelques années et qui n'a toujours pas été arrêté.
Le tueur inactif depuis des années, n'apprécie guère cette littérature qui le projette sur le devant de la scène. Il s'en prend à l'agent littéraire de Palmer et le démembre vivant, laissant ici et là, une main, un tibia de la victime, afin de narguer les enquêteurs. Avec l'inspecteur de police Sharon, Palmer va essayer de décrypter la personnalité du tueur, mais le profil lui fait soupçonner son propre fils, jeune médecin légiste fort jaloux du succès de son père.

## Fiche technique
- Titre original : Bone Daddy
- Titre québécois : L'Affaire Palmer
- Réalisation : Mario Azzopardi
- Scénario : Tom Szollosi
- Décors : Greg Chown
- Direction artistique : Brandt Gordon
- Casting : Hank McCann, Lisa Parasyn
- Costumes : Margaret Mohr
- Musique : Christophe Beck
- Photographie : Danny Nowak
- Producteurs : Lewis Chesler, Jean Desormeaux
- Société(s) de production : Kushner-Locke Company, The, Chesler/Perlmutter Productions
- Société(s) de distribution : Artisan Entertainment, Home Box Office (HBO)
- Pays d'origine :
  - États-Unis
  - Canada
- Langue originale : anglais
- Format : Couleur - son  Stéréo
- Genre : Thriller
- Durée : 127 minutes (2 h 7)
- Date de sortie : 19 juin 1998
- Sortie DVD : 1er octobre 2000
- Classification Public : public averti en France

## Distribution

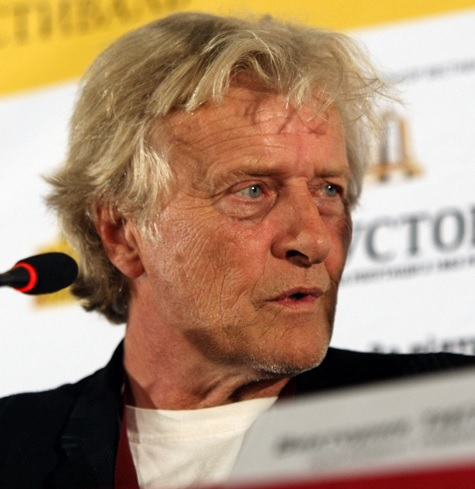
Rutger Hauer en 2010

- Rutger Hauer : Palmer
- Barbara Williams : Sharon
- R.H. Thomson : Stone
- Joseph Kell : Peter
- Robin Gammell : Cobb
- Blu Mankuma : Trent
- Mimi Kuzyk : Kim
- Wayne Best : Rodman
- Daniel Kash : Rocky
- Peter Keleghan : Tarnower
- Kirsten Bishop : Leslie
- Kyra Azzopardi : Mark
- Michael Caruana : Hurwitz
- Dean McDermott : Mort Jr.